# QT8 (métro de Milan)
Pour les articles homonymes, voir QT8.
QT8 est une station de la ligne 1 du métro de Milan, située piazza Santa Maria Nascente. La station doit son nom à sa proximité avec le quartier nommé QT8, Quartiere Triennale 8 en italien.